# Ганс Кралі
Ганнс Кралі (англ. Hanns Kräly; 16 січня 1884 — 11 листопада 1950) — американський актор і сценарист, німецького походження. Він тісно співпрацював з режисером Ернстом Любічем (понад 30 фільмів в період між 1915 і 1929).
Кралі був номінований на три нагороди Американської академії кіномистецтва за написання сценаріїв. Він отримав нагороду за адаптований сценарій до фільму Патріот в 1930 році. В цьому ж році він був номінований за фільм Кінець місіс Чейні. 

## Вибрана фільмографія
- 1924 : Її романтична ніч / Her Night of Romance
- 1925 : Орел / The Eagle
- 1925 : Її сестра з Парижа / Her Sister from Paris
- 1926 : Герцогиня Буффало / The Duchess of Buffalo
- 1926 : Кікі / Kiki
- 1927 : Принц-студент у Старому Гейдельберзі / The Student Prince in Old Heidelberg
- 1929 : Кінець місіс Чейні / The Last of Mrs. Cheyney
- 1929 : Безтурботний / Devil-May-Care
- 1929 : Вічна любов / Eternal Love
- 1929 : Дикі орхідеї / Wild Orchids
- 1929 : Поцілунок / The Kiss
- 1930 : Мораль леді / A Lady's Morals
- 1931 : Приватне життя / Private Lives